# 조경철 (군인)
조경철(? ~ )은 조선민주주의인민공화국의 군인 겸 정치인이다. 군인 계급은 조선인민군 륙군 상장이다. 2012년 기준으로, 조선로동당 중앙위원회 위원이며 조선인민군 보위사령관이다.

## 경력
1997년 인민군 중장을 거쳐, 2009년 초에 조선인민군 보위사령부이 보위사령관에 임명되었다. 2010년 9월에 열린 조선로동당 제3차 대표자회에서 조선로동당 중앙위원회 정치국 위원으로 선출되었다.

## 기타
2010년 11월 조명록, 2011년 12월 김정일 사망 당시에 국가 장의위원회 위원을 맡았다.